# Upeneus doriae
Upeneus doriae (Günther, 1869) è un pesce perciforme appartenente alla famiglia Mullidae proveniente dall'est dell'oceano Indiano.

## Distribuzione e habitat
È una specie demersale costiera presente nel golfo dell'Oman e nel golfo Persico, che non si spinge al di sotto dei 45 m di profondità.